# Szum (rzeka)
Szum (również: Bździna, dawniej: Strużka) – rzeka, prawy (północny) dopływ Tanwi o długości 22,29 km. 
Szum płynie z północy na południe przez Roztocze Środkowe i Równinę Biłgorajską. Głównym dopływem (lewym) jest struga Niepryszka. Źródła Szumu znajdują się w lasach Puszczy Solskiej, na terenie uroczyska Międzyrzeki w Roztoczańskim Parku Narodowym.
Nad Szumem znajdują się miejscowości Górecko Stare, Górecko Kościelne, Dąbrowa, Sigła i Kozaki Osuchowskie. Odcinek między Góreckiem Starym i Góreckiem Kościelnym podlega ochronie wchodząc w skład rezerwatu przyrody Szum.
W Górecku Kościelnym na Szumie znajduje się zapora wodna pełniąca rolę lokalnej hydroelektrowni. W tej samej miejscowości nad lustrem wody stoi XVIII-wieczna drewniana kaplica, tzw. kapliczka na wodzie, wchodząca w skład zespołu obiektów parafii św. Stanisława.
Druga tama na Szumie znajduje się przy drodze wojewódzkiej nr 853 i tworzy zbiornik retencyjny rozciągający się od Dąbrowy do Sigły.
Na rzece znajdują się charakterystyczne dla obszaru Roztocza progi skalne, tzw. szumy (szypoty).

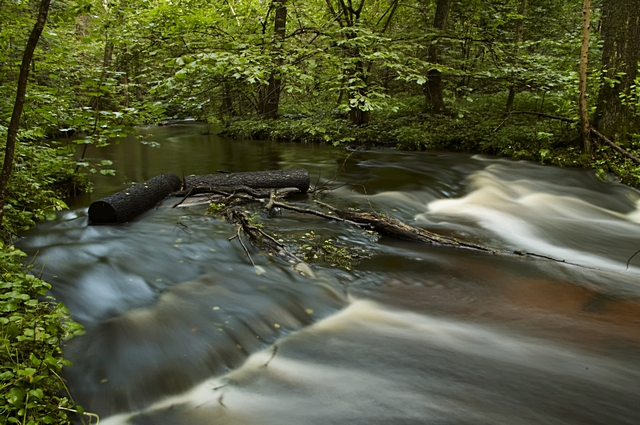
Progi skalne (szypoty) na Szumie
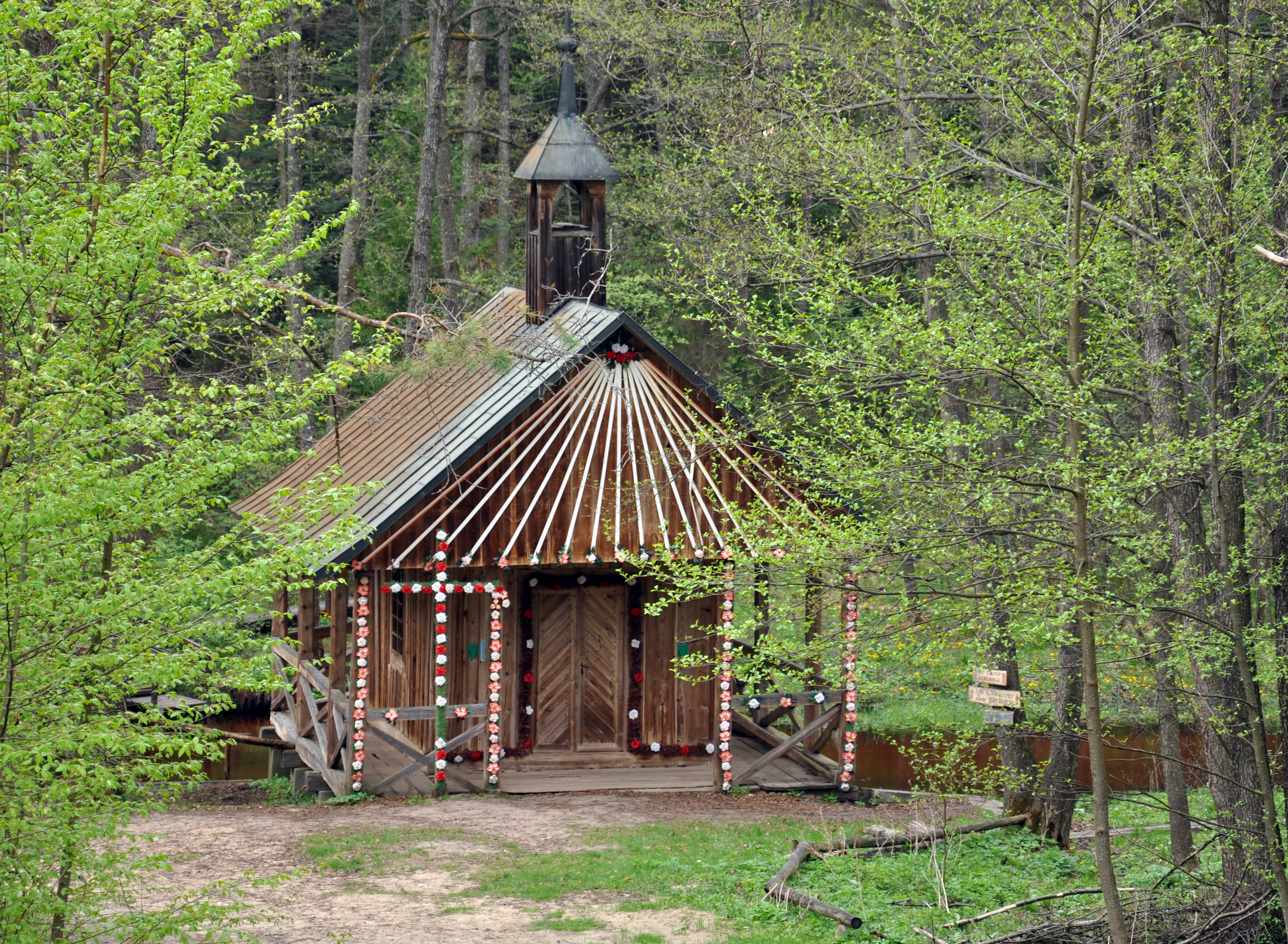
Kaplica "na wodzie" w Górecku Kościelnym
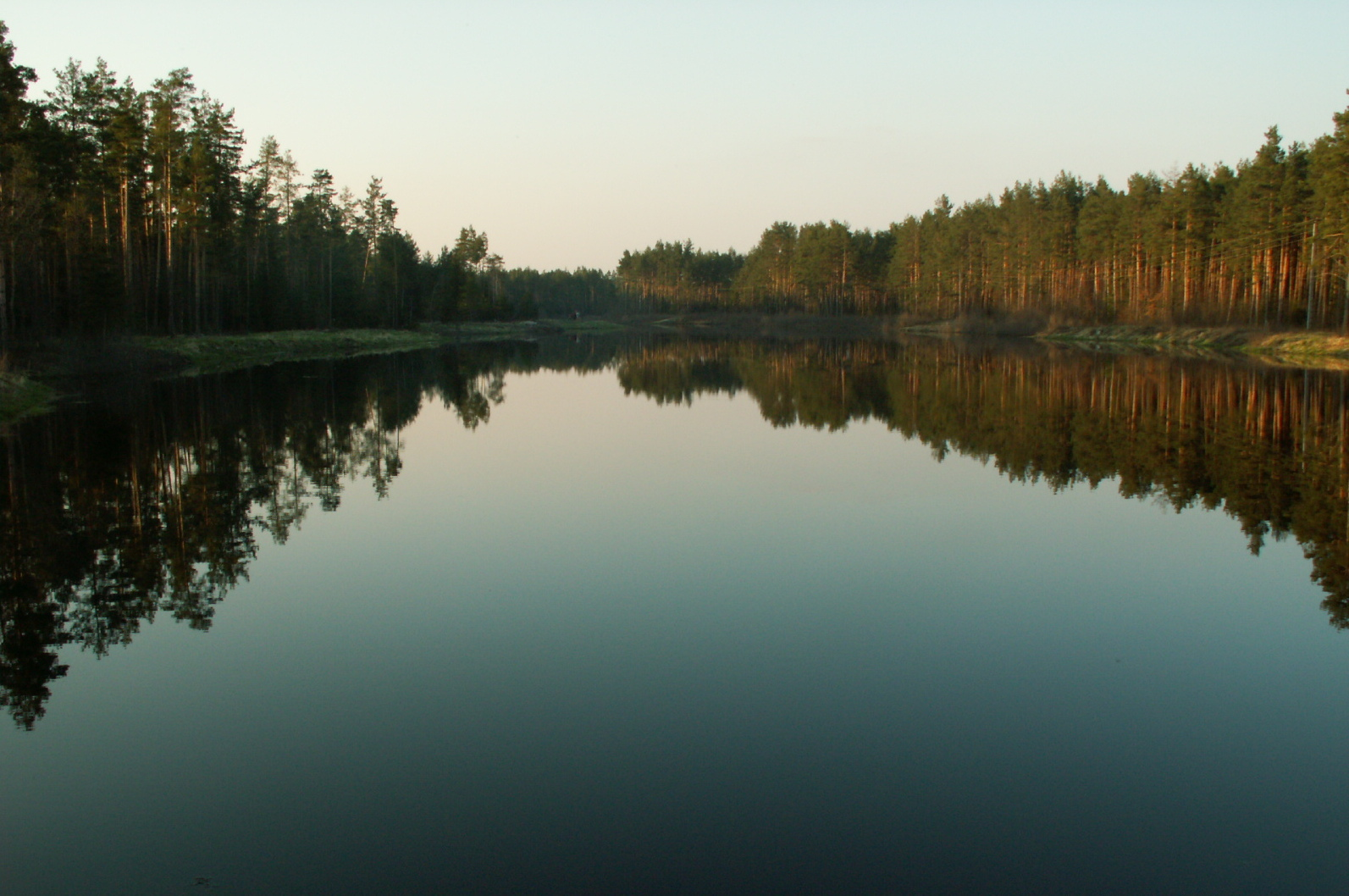
Zbiornik retencyjny między Dąbrową a Sigłą